# 斯氏河馬長頷魚
斯氏河馬長頜魚，為輻鰭魚綱骨舌魚目象鼻魚科的其中一種。分布於非洲三比西河上游流域，身體長細且側扁，背鰭起點豎立遠在背上而且臀鰭之後，尾鰭有寬廣圓形的葉。鱗片圓形的具有網狀的陷紋被向前延伸到鰓蓋。棲息於水底，具有發電器官，用來偵測獵物，體長可達14.6公分。